# 長松幹

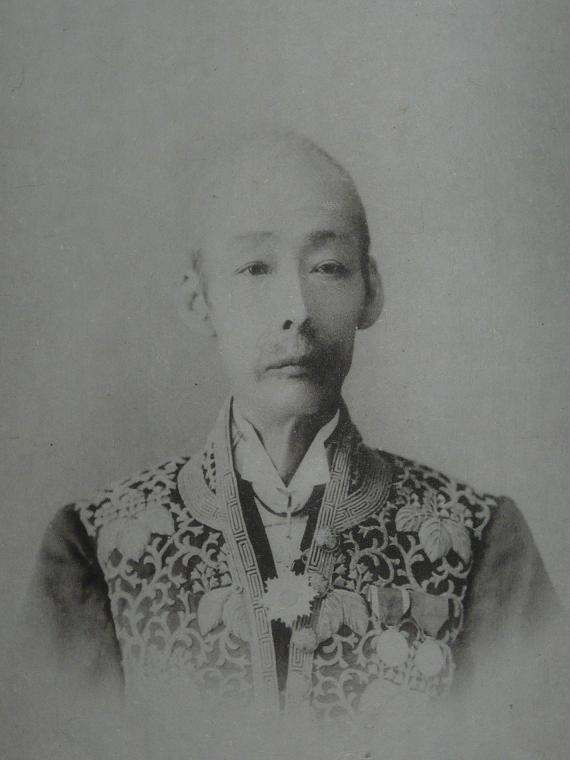
長松幹

長松 幹（ながまつ つかさ / みき、1834年2月9日〈天保5年1月1日〉 - 1903年〈明治36年〉7月16日）は、幕末の長州藩士、明治期の歴史学者・政治家。元老院議官、貴族院勅選議員、男爵、錦鶏間祗候。諱・文仲、字・子固。通称・大蔵、文助、文輔。号・秋琴。

## 経歴
周防国吉敷郡矢原村（現山口市矢原）で医者・長松玄厚の長男として生まれる。大田稲香の指導を受け、嘉永6年（1853年）京都に遊学し、山本読書室に入り山本亡羊から本草学を学ぶ。安政5年（1858年）以降、久坂玄瑞らと国事に奔走。元治元年（1864年）帰藩し右筆に登用され、その後、儒役雇、雇医員を経て、編輯局で尊王事績の編集に従事。鴻城隊に加わり、戊辰戦争中は軍中日誌を担当した。
明治維新後、新政府に出仕し、慶応4年閏4月23日（1868年6月13日）御雇・議政官史官試補、翌月には徴士議政官史官に任じられた。明治2年（1869年）明治天皇の東幸に供奉、以後行政官史官、太政官大史、同少弁、函館軍功賞典取調掛、太政官六等出仕、同五等出仕、同正院歴史課長、修史局長、一等修撰兼修史局長、一等編修官、修史館監事などを歴任し、『復古記』『明治史要』などの官撰史書の編纂に従事。
1884年9月4日、元老院議官に就任。1888年2月17日、高等法院予備裁判官を仰せ付けられた。1890年10月20日、元老院が廃止され非職となり錦鶏間祗候を仰せ付けられた。1891年4月21日、非職元元老院議官を依願免本官となる。同年4月15日、貴族院勅選議員に任じられ、死去するまで在任した。
1896年6月5日、その功績により男爵を叙爵した。

## 栄典
- 1886年（明治19年）11月30日 - 勲三等旭日中綬章[11]
- 1889年（明治22年）11月25日 - 大日本帝国憲法発布記念章[12]
- 1903年（明治36年）1月27日 - 御紋付御杯[13]

## 著作
- 平塚真宝編『秋錦山房詩鈔』平塚真宝、1882年。
- 長松篤棐編『秋琴遺響』長松篤棐、1904年。

## 親族
- 二男 長松篤棐（植物学者・実業家）[1][14]
- 義弟 松野礀（妻・章子〔ふみこ〕の弟、林学者）[15]